# VI edició dels Premis Ariel
La VI edició dels Premis Ariel, organitzada per l'Acadèmia Mexicana d'Arts i Ciències Cinematogràfiques (AMACC), es va celebrar el 1951 per celebrar el millor del cinema durant l’any anterior

## Premis i nominacions[1]
Nota: Els guanyadors estan llistats primer i destacats en negreta.⭐
| Millor pel·lícula - Los olvidados – Ultramar Films ⭐ - Doña Diabla - Cinematográfica Filmex - Otra primavera- Ultramar Films                                                         | Millor direcció - Luis Buñuel – Los olvidados ⭐ - Roberto Gavaldón -La casa chica - Alfredo B. Crevenna – Otra primavera                                 |
| Millor actor - Fernando Soler – No desearás la mujer de tu hijo ⭐ - Arturo de Córdova – El hombre sin rostro - Pedro Armendáriz – Rosauro Castro                                     | Millor actriu - María Félix - Doña Diabla ⭐ - Dolores del Río – La casa chica - Libertad Lamarque – Otra primavera                                       |
| Millor coactuació masculina - Joaquín Cordero – Las dos huerfanitas ⭐ - José María Linares Rivas - Doña Diabla - Andrés Soler – No desearás a la mujer de tu hijo                    | Millor coactuació femenina - Stella Inda – Los olvidados ⭐ - Patricia Morán – Otra primavera - Rosaura Revueltas - Un día de vida                        |
| Millor argument original - Luis Alcoriza/Luis Buñuel – Los olvidados ⭐ - Roberto O'Quigley – Rosauro Castro - Juan Bustillo Oro/Mauricio Magdaleno - Vino el remolino y nos alevantó | Millor guió adaptat - Luis Alcoriza/Luis Buñuel – Los olvidados ⭐ - Edmundo Báez/Tito Davison - Doña Diabla - Edmundo Báez/Egon Eis – Otra primavera     |
| Millor fotografia - Gabriel Figueroa – Los olvidados ⭐ - Agustín Martínez Solares – Cuatro contra el mundo - Jorge Stahl Jr. - El hombre sin rostro                                  | Millor edició - Carlos Savage – Los olvidados ⭐ - Rafael Ceballos - Doña Diabla - Carlos Savage – Otra primavera                                         |
| Millor escenografia - Edward Fitzgerald – Los olvidados ⭐ - Gunther Gerzso – Cuatro contra el mundo - Jesús Bracho – La dama del alba                                                | Millor música de fons - Raúl Lavista – El hombre sin rostro ⭐ - Gustavo Pittaluga/Rodolfo Halffter – Los olvidados - Antonio Díaz Conde – Rosauro Castro |
| Millor so - José B. Carles – Los olvidados ⭐ - Rodolfo Benítez - Doña Diabla - Nicolás de la Rosa – Otra primavera                                                                   | Millor actuació infantil - Alfonso Mejía – Los olvidados ⭐ - Jaime Jiménez Pons – Hipólito el de la Santa ⭐ - Alma Delia Fuentes – Los olvidados        |
| Millor actor de repartiment - Gilberto González – Vino el remolino y nos alevantó ⭐ - Manuel Dondé – Cuatro contra el mundo - Carlos Múzquiz – La mujer que yo amé                   | Millor actriu de repartiment - Fanny Schiller – La mujer que yo amé ⭐ - María Douglas – La dama del alba - Emma Roldán – Vino el remolino y nos alemantó |

## Premis i nominacions múltiples
| Pel·lícula                      | Nominacions | Premis |
| ------------------------------- | ----------- | ------ |
| Los olvidados                   | 13          | 11     |
| Otra primavera                  | 7           | 0      |
| Doña Diabla                     | 6           | 1      |
| Cuatro contra el mundo          | 3           | 0      |
| El hombre sin rostro            | 3           | 1      |
| Rosauro Castro                  | 3           | 0      |
| Vino el remolino y nos alevantó | 3           | 1      |
| La casa chica                   | 2           | 0      |
| La dama del alba                | 2           | 0      |
| La mujer que yo amé             | 2           | 1      |
| No desearás la mujer de tu hijo | 2           | 1      |